# Ziklo Bank
Ziklo Bank AB (tidigare Volvofinans Bank AB) är ett svenskt bankaktiebolag vars huvudsakliga verksamhet består i att erbjuda finansieringstjänster åt den svenska Volvohandeln. Bolaget grundades 1959 och ägs till lika delar av Volvohandlarföreningens förvaltningsbolag Volverkinvest AB och Volvo Personbilar Sverige AB.
Innan man i juli 2008 erhöll tillstånd från Finansinspektionen att bedriva bankrörelse, bedrevs verksamheten som ett kreditmarknadsbolag. I samband med att man blev bank bytte bolaget även namn från Volvofinans AB till Volvofinans Bank AB.